# سن فرانسیسکو (انتیوکیا)
سن فرانسیسکو (انگلیسی: San Francisco, Antioquia) نام یک منطقه مسکونی در کلمبیا است.